# Chorizagrotis pseudovitta
Chorizagrotis pseudovitta är en fjärilsart som beskrevs av Charles Boursin 1959. Chorizagrotis pseudovitta ingår i släktet Chorizagrotis och familjen nattflyn. Inga underarter finns listade i Catalogue of Life.